# Michel-Abraham Troc
Michel-Abraham Troc (1703-1769) fue un jurisconsulto y literato de Polonia del siglo XVIII.

## Biografía
Troc nació en Varsovia y se estableció en Leipzig durante parte del siglo XVIII, y publicó en esta ciudad una colección de poesías polacas "Bibliotheca polono-poetica", la mayoría de traducciones del latín y  del francés.
Troc también dejó escrito un "Diccionario polaco, alemán y francés" y en parte colaboró en un "Inventario de Leyes y Constituciones de Polonia", comenzado por Ladovius y continuado por Jozef Andrzej Zaluski (1702-1774), obispo de Kiow y refendario de la Corona, quien utilizó todo el dinero que tenía para aumentar su biblioteca la llamada Biblioteca Zaluski, publicando diversas obras como las siguientes: "Programma litterarium ad bibliophilos..", Varsovia, 1732, in-4º; "Conspectus novae collectionis legum ecclesiasticarum Poloniae,...", Varsovia, 1744, in-4º; "Bibliothèque des historiens, des politique, des juriconsultes, y des autres auteurs polonais.."; "Magna bibliotheca polona universalis", 10 vols. en fólio.

## Obras
- Bibliotheca poetarum Polonorum..., 2 vols. in-8º.
- Dictionnaire polonais, allemand et français
- Inventaire des Lois et Constituions de Pologne